# Stadion Na Litavce
El Stadion Na Litavce también conocido como Energon Arena por razones de patrocinio, es un estadio de fútbol situado en la ciudad de Příbram en la región de Bohemia Central, República Checa. El estadio fue inaugurado en 1955 y posee actualmente una capacidad para 9100 personas sentadas, es propiedad del club 1. Fotbalový Klub Příbram que disputa actualmente la Liga Checa de Fútbol.
El estadio inaugurado en 1955 fue sometido a una completa renovación entre 1978 y 1980, se le instaló iluminación artificial y se le dotó de butacas individuales y techo cubierto en la totalidad de sus tres graderías, posee césped natural y calefacción artificial para la cancha. El nombre del estadio proviene del Río Litavka que corre justo detrás de la tribuna occidental del recinto.
El estadio fue sede del Campeonato de Europa Sub-19 de la UEFA 2008, en donde albergó dos juegos del torneo.